# Microsoft Student
Microsoft Student — ныне неподдерживаемый электронный мультимедийный пакет, созданный для помощи учащимся на уроках и при выполнении домашних заданиях. В его состав входили энциклопедия Encarta (в том числе и доступ к онлайн-версии энциклопедии), эксклюзивные плагины для Microsoft Office, Microsoft Math и краткое изложение некоторых книг. Новые версии продукта выходили каждый год вплоть до 2009 года.
В марте 2009 года корпорацией Microsoft было объявлено, что продажа Microsoft Student и всех версий энциклопедии Encarta будет прекращена в июне 2009 года. Официальный комментарий Microsoft по этому поводу гласит: «Encarta была популярным во всём мире продуктом много лет. Однако, концепции традиционных энциклопедий и справочных материалов изменились. Сейчас люди ищут и воспринимают информацию совершенно не так, как это было несколько лет назад». Основной причиной закрытия Encarta и связанных продуктов зачастую называют конкуренцию со стороны Википедии.